# Audrey Wasilewski
Audrey Wasilewski, född 26 juni 1967 i Maryland, är en amerikansk skådespelare.
Wasilewski har bland annat medverkat i filmerna Everything Everywhere All at Once och Fancy Dance.

## Filmografi (i urval)
- 2007 – Gustaf livs levande
- 2022 – Everything Everywhere All at Once
- 2024 – Fancy Dance